# Jindřichov ve Slezsku (nádraží)
Jindřichov ve Slezsku je železniční stanice, která se nachází v jihovýchodní části obce Jindřichov v okrese Bruntál. Stanice leží v km 21,645 neelektrizované jednokolejné železniční trati Šumperk–Krnov mezi stanicemi Głuchołazy a Třemešná ve Slezsku, jedná se tedy o pohraniční přechodovou stanici na česko–polské hranici.

## Historie
Nádraží s tehdejším názvem Hennersdorf bylo zprovozněno společností Moravsko-slezská ústřední dráha 1. října 1872, tedy současně se zahájením provozu tratě z Krnova. Nakrátko se jednalo o koncovou stanici tratě, neboť navazující úsek na státní hranici a dále do pruské stanice Ziegenhals (tj. pozdější Głuchołazy) byl dán do provozu až 1. prosince 1875. V té době byly mezi Krnovem a státní hranicí jen dvě stanice: Město Albrechtice a Jindřichov, sousední Třemešná byla tehdy ještě zastávka. Poměrně brzy došlo k úpravám stanice: už v roce 1881 byla zrušena výtopna, v roce 1906 byly přistavěny dvě staniční koleje, v roce 1911 točna a roku 1913 došlo k přestavbě budovy.
Pojmenování stanice byl později rozšířeno na Hennersdorf i. Österreichisch, od roku 1918 byl používán český název Jindřichov, poté v letech 1938-1945 německý Hennersdorf (Sudetenland). Od roku 1945 nese nádraží označení Jindřichov ve Slezsku.
Konec 2. světové války přinesl těžké poškození trati, provoz mezi Krnovem a Jindřichovem byl obnoven 28. října 1945. Obnova trati na polské straně trvala delší dobu, takže péážní doprava mezi Jindřichovem a Mikulovicemi přes Głuchołazy byla obnovena až v roce 1948.
V letech 2008/2009 byla realizována stavba dálkového ovládané zabezpečovacího zařízení trati Krnov – Jindřichov ve Slezsku, což přineslo náhradu původního elektromechanického zabezpečovacího zařízení elektronickým stavědlem dálkové ovládaným z Krnova.
Po zprovoznění trati Mikulovice – Zlaté Hory, ke kterému došlo 31. října 1896, se začaly objevovat návrhy na propojení Zlatých Hor a Jindřichova novou železniční trati, aby nemusela být využívána peáž přes Prusko (resp. později Polsko). Pro hornatý terén však k realizaci nikdy nedošlo, i když se podobné návrhy objevovaly i v 21. století.

## Popis stanice

### Před rokem 2009
Původně byla ve stanici mechanická návěstidla, odjezdová návěstidla byla rakouského vzoru, vjezdová dvouramenná německého typu. Stanice byla vybavena elektromechanickým zabezpečovacím zařízením vzor 5007, které obsluhoval výpravčí z dopravní kanceláře a dva signalisté na stavědlech na zhlavích stanice. Ve stanici byly čtyři dopravní koleje (číslovány od budovy 3, 1, 2 a 4), u třech kolejí bližších k budově byla úrovňová nástupiště. Odjezdová návěstidla byla u obou zhlaví jen tři, protože pro koleje 2 a 4 byla návěstidla skupinová. Ve stanici byl odklon osy, vlaky od Głuchołaz vjížděly přímým směrem na kolej č. 3, vlaky od Třemešné ve Slezsku přímým směrem na kolej č. 1. Jízdy vlaků mezi Jindřichovem a Třemešnou byly zabezpečovány telefonickým dorozumíváním, mezi Jindřichovem a Głuchołazy byl v provozu reléový poloautomatický blok doplněný telefonickou odhláškou.

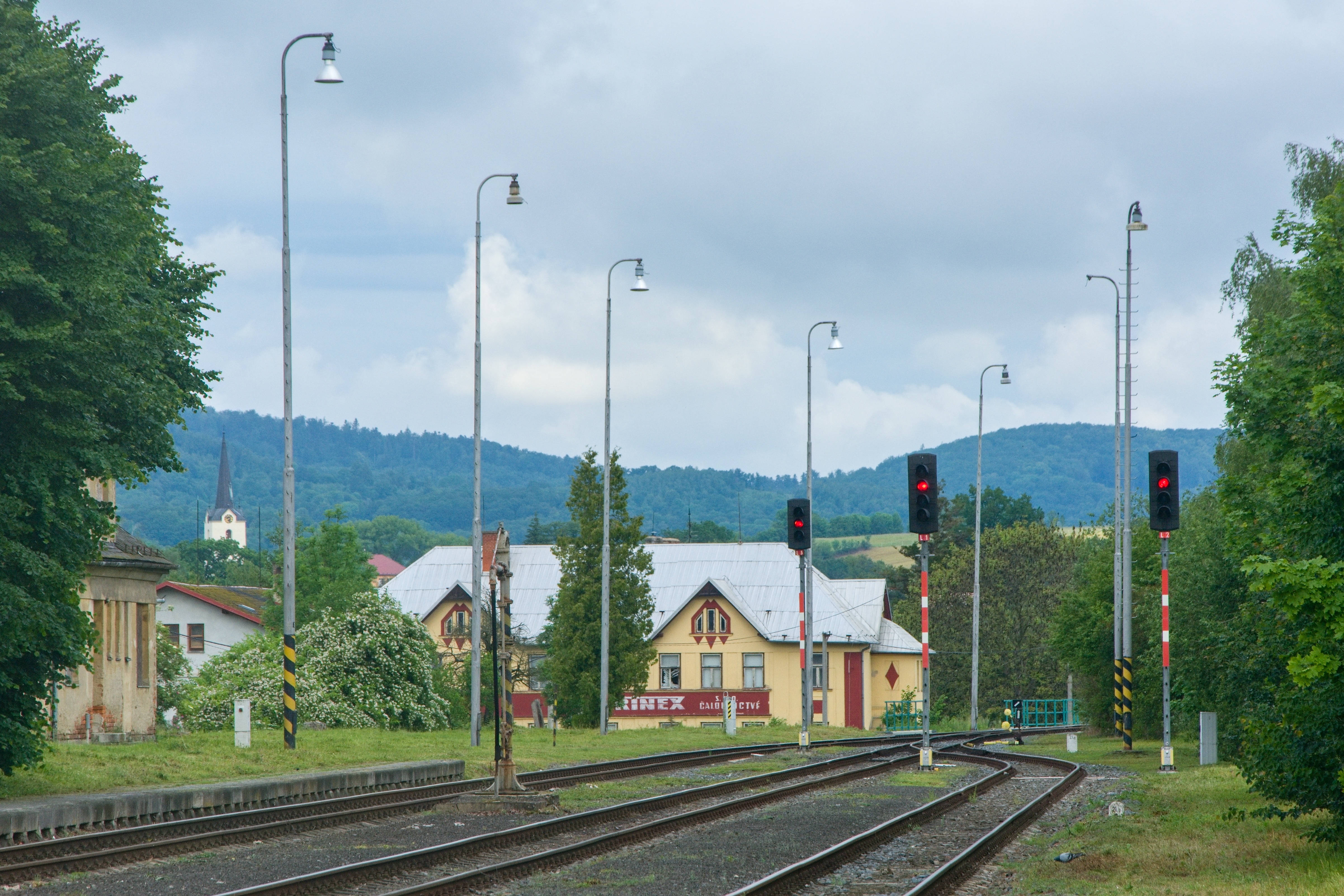
Odjezdová návěstidla směr Polsko

### Od roku 2009
Stanice je vybavena elektronickým stavědlem ESA 11, které dálkově obsluhuje místně výpravčí DOZ II pomocí JOP ve stanici Krnov. Je možná i nouzová obsluha zabezpečovacího zařízení přímo z dopravní kanceláře ve stanici pomocí desky nouzových obsluh. Volnost kolejových úseků je zjišťována pomocí počítačů náprav. Všechna návěstidla jsou světelná. Stanice je kryta z návazných traťových úseků vjezdovými návěstidly L (od Třemešné ve Slezsku) v km 203,947, z opačného směru pak S v km 22,196. Nejsou zřízeny předvěsti vjezdových návěstidel, jejich funkci nahrazují tabulky s křížem s neproměnnou návěstí „Výstraha“.
Ve stanici jsou tři dopravní koleje, při pohledu od budovy je nejdříve kolej č. 3 (užitečná délka 358 m), následuje koleje č. 1 (321 m) a kolej č. 2 (388 m). Zůstal zachován odklon osy, tj. že vlaky od Głuchołaz vjíždí přímým směrem na kolej č. 3, vlaky od Třemešné ve Slezsku přímým směrem na kolej č. 1. Do dopravní koleje č. 3 je u budovy zapojena ještě kusá manipulační kolej č. 5, která vede směrem k třemešenskému zhlaví. Tato manipulační kolej pokračuje jako kusá s označením 2a až k třemešenskému zhlaví. Všechny výhybky (s výjimkou výhybky pro napojení manipulační koleje) jsou vybaveny ústředně ovládanými elektromotorickými přestavníky, mají rovněž elektrický ohřev.

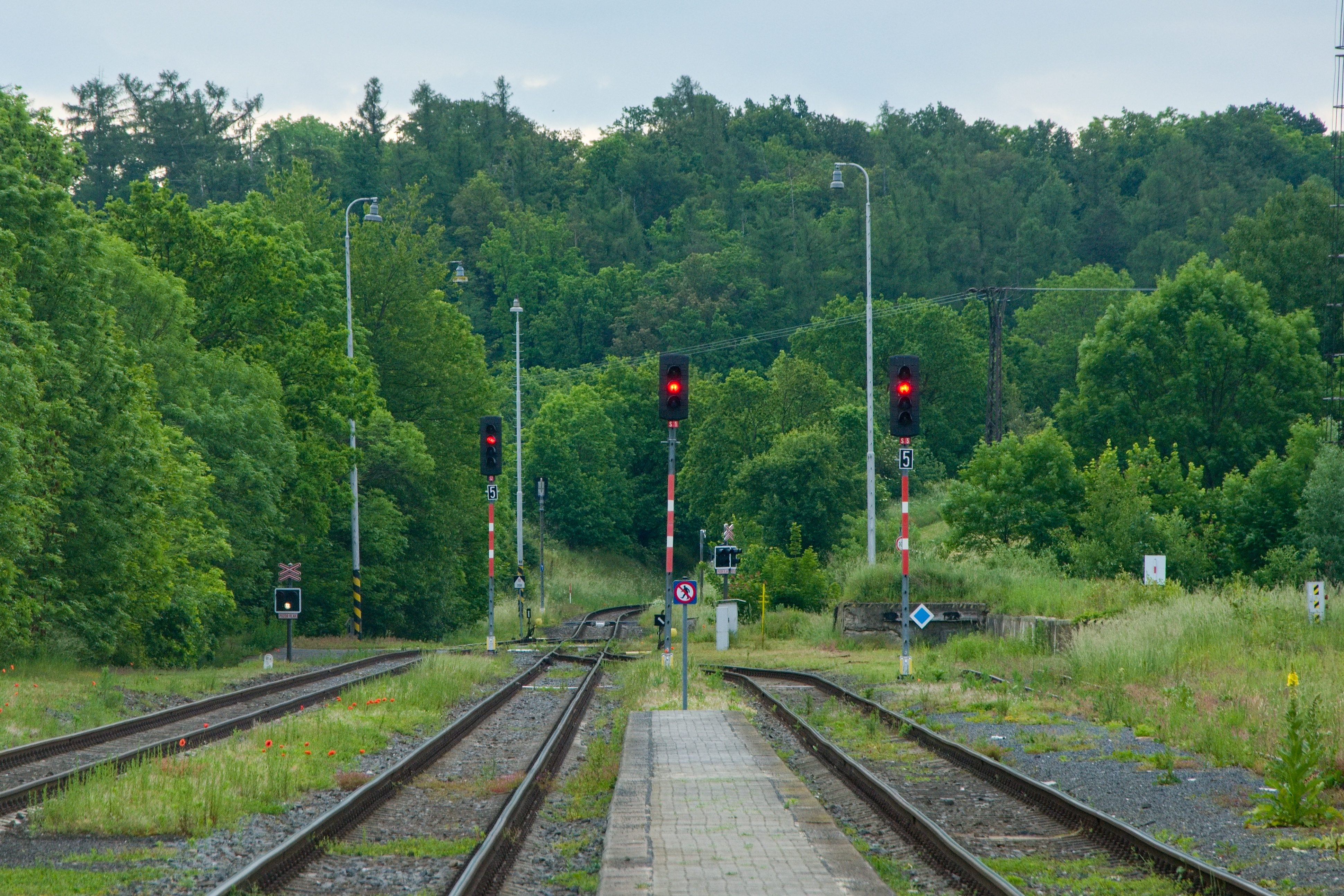
Pohled směrem k třemešenskému zhlaví a k přejezdům P7802 a P7803

Ve stanici jsou dvě nástupiště: u koleje č. 3 je vnější jednostranné nástupiště, u koleje č. 1 vnitřní jednostranné nástupiště s přístupem po úrovňovém přechodu přes kolej č. 3.  Obě nástupiště mají délku 120 m a nástupní hranu ve výšce 300 mm.
Přímo ve stanici jsou dva železniční přejezdy. Na třemešenském záhlaví se v km 21,220 nachází přejezd P7802, na třemešenském zhlaví pak v km 21,336 přejezd P7803. Oba přejezdy jsou vybaveny světelným přejezdovým zabezpečovacím zařízením bez závor a trať na nich překonávají účelové komunikace.
Jízdy vlaků v mezi Jindřichovem a Třemešnou jsou zabezpečeny pomocí automatického hradla bez oddílových návěstidel, mezi Jindřichovem a Głuchołazy funguje telefonické dorozumívání, které je doplněno kontrolou volnosti trati pomocí počítačů náprav s indikacemi ve stanicích Krnov, Jindřichov ve Slezsku a Głuchołazy.